# Hemicrepidius niger
Hemicrepidius niger är en skalbaggsart som först beskrevs av Carl von Linné 1758.  Hemicrepidius niger ingår i släktet Hemicrepidius, och familjen knäppare. Arten är reproducerande i Sverige.

## Bildgalleri

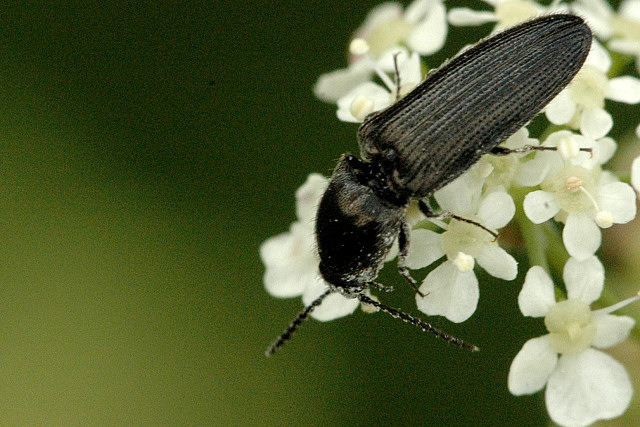
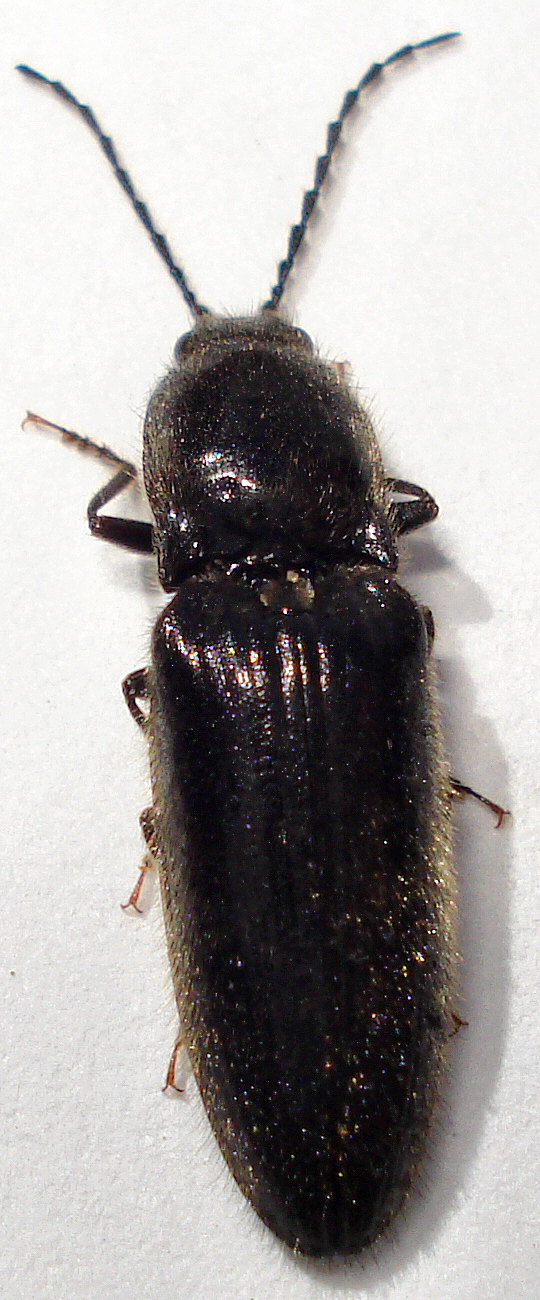
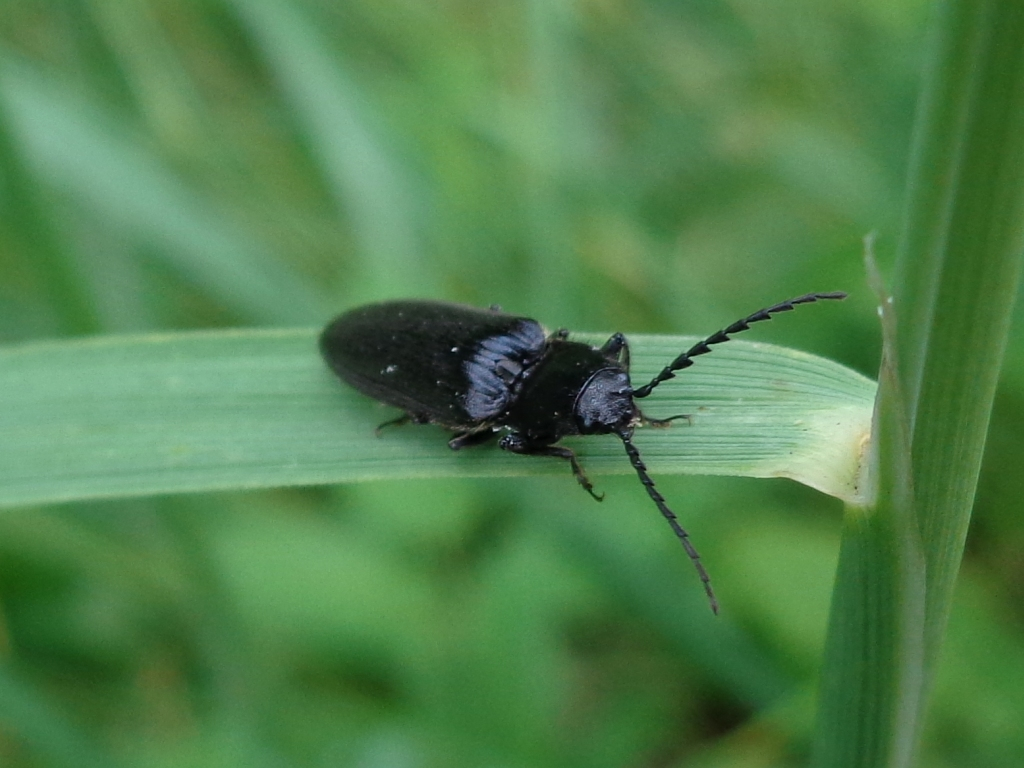
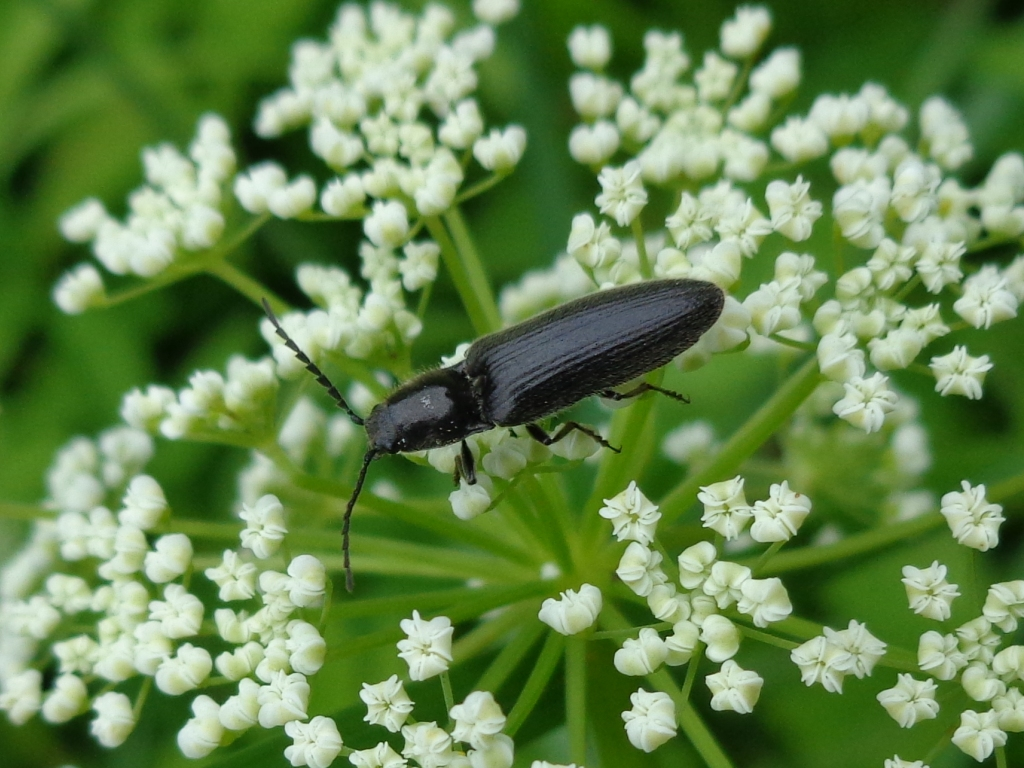
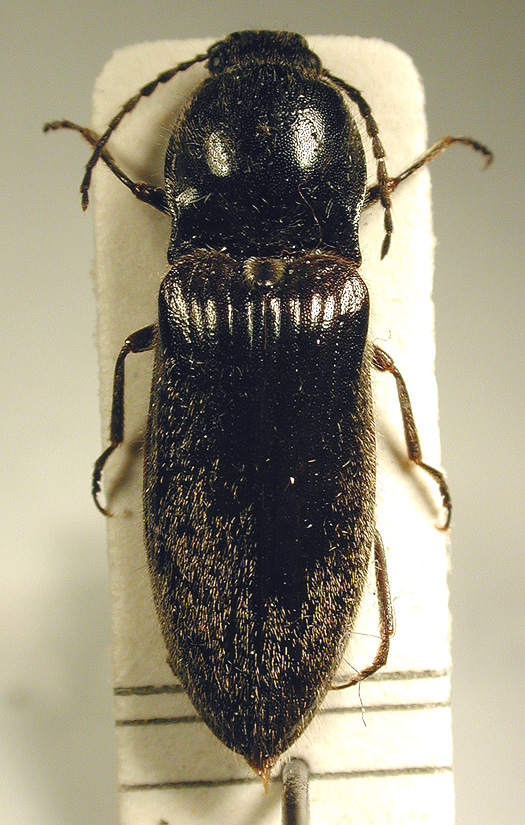